# Округ Џеј (Индијана)
Округ Џеј (енгл. Jay County) је округ у америчкој савезној држави Индијана.

## Демографија
По попису из 2010. године број становника је 21.253, што је 553 (-2,5%) становника мање 2000. године.
| Група             | 2000.          | 2010.          |
| Белци             | 21.131 (96,9%) | 20.356 (95,8%) |
| Афроамериканци    | 55 (0,3%)      | 60 (0,3%)      |
| Азијати           | 74 (0,3%)      | 78 (0,4%)      |
| Хиспаноамериканци | 390 (1,8%)     | 577 (2,7%)     |
| Укупно            | 21.806         | 21.253         |